# Албанська криза

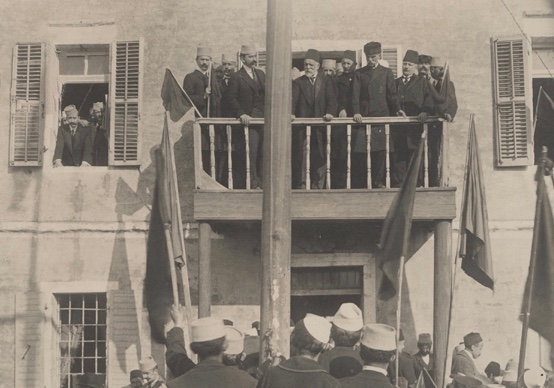
Проголошення незалежності Албанії на мітингу у Вльора

Албанська криза — міжнародна криза, що вибухнула в 1913 через албансько-сербські протиріччя з приводу державного кордону. У ході кризи в Північну Албанію введено сербські війська, що мало не призвело до початку масштабної війни.
Причиною кризи стали наслідки Першої Балканської війни та проголошення незалежності Албанії. Сербія, яка сподівалася в ході Балканської війни отримати вихід до моря за рахунок Албанії, не досягла своєї мети, хоча значно розширила свою територію. У свою чергу Албанія, що проголосила незалежність, не мала чітко визначених кордонів. Для цього великі держави створили спеціальну комісію, яка мала організувати делімітацію кордонів Албанії з Сербією, Чорногорією та Грецією.
Сербська влада, дізнавшись про створення комісії та можливість відторгнення частини завойованих територій, розпочала у жовтні підготовку до введення військ до Албанії. 14 жовтня Австро-Угорщина висловила свою підтримку Албанії, 16 жовтня так само вчинила Німеччина. 17 жовтня криза загострилася у зв'язку зі вступом сербських військ на територію Албанії та їх просуванням углиб країни. Того ж дня МЗС Австро-Угорщини пред'явило Сербії ультиматум з вимогою вивести війська з Албанії. Наступного дня 18 жовтня сербське керівництво, щоб уникнути війни з Австро-Угорщиною, віддало наказ про виведення військ з території сусідньої країни.
Конфлікт був вичерпаний з делімітацією албанських кордонів. У ході кризи відбулося зближення Сербії з Росією, що відіграло роль у Першій світовій війні.